# فستان زفاف الأميرة بياتريس

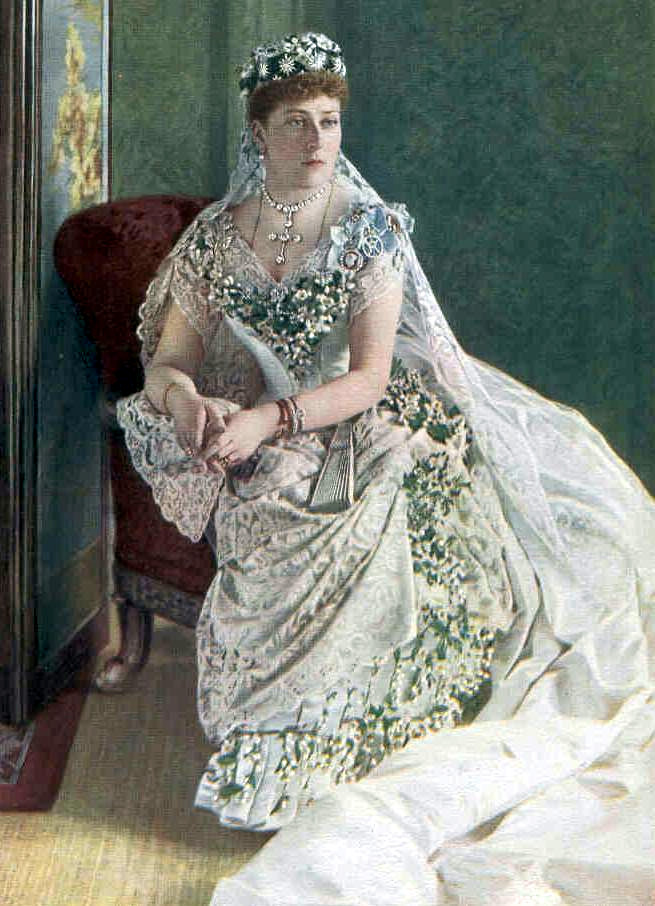
الأميرة بياتريس في فستان زفافها، أوزبورن، 1885. ارتدى بياتريس غطاء رأس زفاف والدتها من الدانتيل.

كان فستان الزفاف الأميرة بياتريس هو فستان والدتها الملكة فيكتوريا، تزوجت الأميرة بياتريس من هنري أمير باتنبرغ في كنيسة سانت ميلدريد، في 23 تموز عام 1885.
وكان فستان زفاف الأميرة بياتريس من الستان الأبيض، يزينه زهرة البرتقال والدانتيل. أمّا غطاء الرأس فكان مزركشًا بدوار ونجوم من الماس اهدته لها والدتها.